# ويليام هنتر (سياسي)
ويليام هنتر هو سياسي كندي، ولد في 28 سبتمبر 1858 في كندا، وتوفي في 8 مارس 1939 في كندا. حزبياً، نشط في Socialist Party of British Columbia ‏.